# ギャロップ (ダンス)

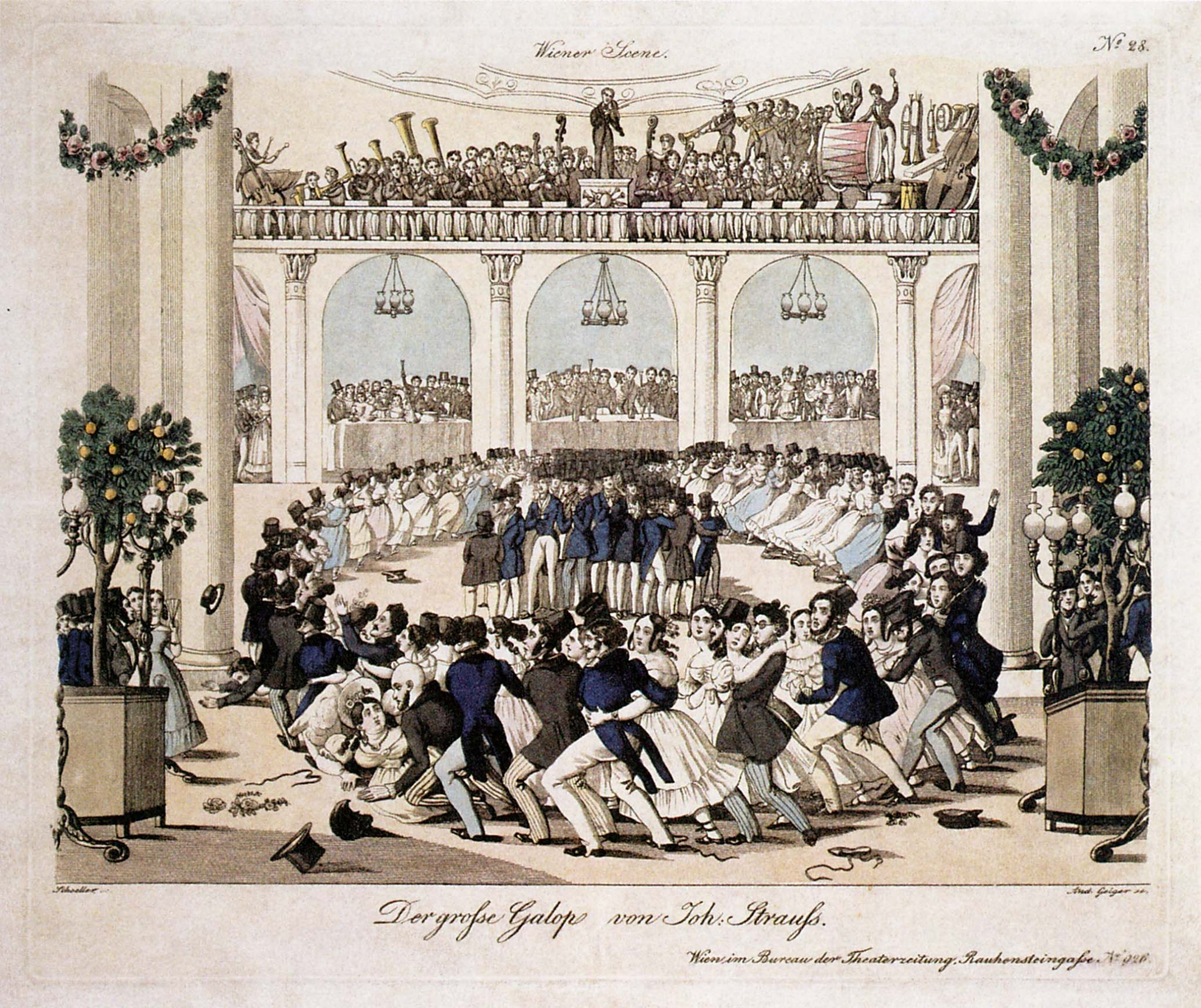
ヨハン・シュトラウス1世作『大ガロップ』を踊る人々。ウィーンの劇場新聞『ウィーンの情景』（1839年）への補遺より、J.C.シェラーの絵画にもとづくA.ガイガーの彫版画。

ギャロップ（英: Galop）とは、馬の疾走する様子を表すダンスである。ドイツ語では「ガロップ（Galopp）」と呼ばれる。
英語では馬の疾走を意味する「Gallop」から「l」を一文字取って「Galop」と表記するが、ドイツ語では馬の疾走とダンスの綴りは同じ「Galopp」である。

## 解説
1820年代のウィーンで大流行した。ダンスの内容は、手をつないだ二人組が巨大な輪を形成し、猛烈な勢いで回るというものである。靴を踏まれたり衣服が乱れるのは当然で、かつらが飛んだり、場合によっては将棋倒しが起きるほどの激しさであった。そのあまりの激しさにより呼吸困難になる人もいたといわれ、「健康を害する」という理由で禁止された。
なお、速度の面ではポルカ・シュネルとさほど変わらないが、ポルカ・シュネルはあくまで人間の歩みを基調とし、また独立した二人組によって踊られるダンスである。

## 主な作品
- 『ため息のギャロップ』（ヨハン・シュトラウス1世、op.9）
- 『ヴィルヘルム・テル・ギャロップ』（ヨハン・シュトラウス1世、op.29b）
- 『若人の情熱』（ヨハン・シュトラウス1世、op.90）
- 『ジプシー・ギャロップ』（ヨハン・シュトラウス1世、op.108）
- 『タランテラ・ギャロップ』（ヨーゼフ・ランナー、op.125）
- 『山賊のギャロップ』（ヨハン・シュトラウス2世、op.378）
- 『クリップ・クラップ・ギャロップ』（ヨハン・シュトラウス2世、op.466）
- 『シャンパン・ギャロップ』（ハンス・クリスチャン・ロンビ、op.14）
- 『コウノトリ』（フィリップ・ファールバッハ2世、op.149）